# Лондонский бассейн

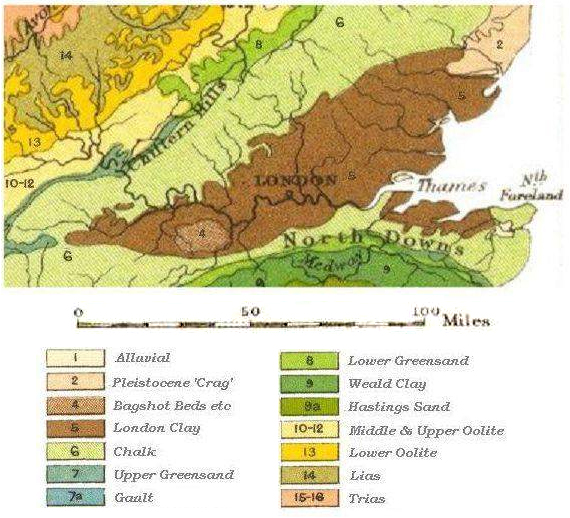
Лондонский бассейн

Ло́ндонский бассе́йн (Ло́ндонская ни́зменность; англ. London Basin) — низменная равнина на юго-востоке Великобритании, в нижнем течении Темзы.
Лондонский бассейн представляет собой синклинальное понижение, сложенное палеогеновыми и неогеновыми глинами, песками и гравием. Высота достигает 100 м. Имеются небольшие массивы дубовых и буковых лесов, на песках — сосновые боры и верещатники на бурых лесных почвах. В основе — культурные ландшафты (поля, огороды, парки). На территории Лондонского бассейна расположен город Лондон.